# Rebelião Heiji
A Rebelião Heiji (平治の乱, Heiji no ran, 19 de janeiro — 5 de fevereiro de 1160)  foi uma pequena guerra civil travada para resolver uma disputa sobre o poder político durante o período Heian da história do Japão. O confronto Heiji no ran envolveu grupos que tinha posições contrárias se Imperador Go-Shirakawa deveria ou não se tornar um imperador de clausura em 1159. Esta rebelião foi precedida pela Rebelião Hōgen de 1156. O conflito foi resultado direto da disputa anteriormente decorrida, contudo, ao contrario da Rebelião Hōgen, não foi um conflito entre membros de um mesmo clã. Pelo contrário, tornou-se um confronto pelo poder entre dois clãs rivais, o clã Taira e o clã Minamoto, que deu origem à ampla guerra civil.

## Contexto
Como aconteceu anteriormente com outros imperadores do Período Heian, Go-Shirakawa resolveu abdicar de seu papel formal como imperador, mas sem abdicar nenhum poder político ao seu sucessor (Insei).
Em 5 de setembro de 1158 (no 11º dia do oitavo mês do 3º ano de Hōgen), no 3º ano do reinado de Go-Shirakawa-tennō (後白河天皇25年), o imperador abdicou; e a sucessão foi recebido pelo seu filho mais velho, o Imperador Nijo.
Após Nijo ser formalmente entronizado, a gestão de todos os assuntos continuou se assentar inteiramente nas mãos de Go-Shirakawa.
No final de 1159, Taira no Kiyomori, líder dos Taira  e apoiador de Nijo, deixou Kyōto com sua família, em uma peregrinação pessoal. Isso deixou aos seus inimigos, Fujiwara no Nobuyori e o Clã Minamoto, uma oportunidade perfeita para efetuar um levante.

## Combate
No início de janeiro de 1160, depois que Kiyomori deixou Kyoto, Nobuyori e Minamoto no Yoshitomo viram uma oportunidade de efetuar as mudanças que procuravam no governo. Com uma força de cerca de quinhentos homens, atacaram na noite, sequestrando Go-Shirakawa , e atearam fogo no Palacio. Episódio que ficou conhecido como Cerco do Palácio Sanjō. Eles também sequestraram e prenderam em seguida o Imperador Nijo, que apoiava seus inimigos, Fujiwara no Michinori e o Clã Taira.
Em seguida, atacaram a mansão de Michinori, incendiando-a e matando todos os seus ocupantes, com a exceção do próprio Michinori, que foi capturado e mais tarde decapitado. Nobuyori forçou o Imperador Nijo a nomeá-lo Daijō Daijin, completando um importante passo para ganhar o poder sobre seus rivais.
No entanto, Yoshitomo não planejou militarmente o suficiente, não estavam preparados para defender a cidade contra o retorno de Kiyomori
Quando Kiyomori voltou a Kyoto, afirmando que se renderia a Nobuyori. No entanto, esta foi uma encenação com a finalidade de deixar Nobuyori descuidado, e libertar Nijo e Go-Shirakawa, levando-os para a sua mansão Rokuhara.
Kiyomori recebeu uma autorização imperial para atacar Yoshitomo e Nobuyori. Taira no Shigemori (o filho mais velho de Kiyomori) liderou 3.000 homens da cavalaria e atacaram o Palácio Imperial, onde Yoshitomo e Nobuyori estavam escondidos. Nobuyori fugiu imediatamente, mas Minamoto no Yoshihira (o filho mais velho de Yoshitomo) reagiu e uma feroz batalha ocorreu. Yoshihira perseguiu Shigemori pelo Palácio Imperial.
Uma parte da força Taira recuou e o Exercito Minamoto deixou o Palácio Imperial em perseguição. Esta foi outro embuste de Kiyomori. Quando as tropas Minamoto deixaram o Palácio o grosso das tropas Taira cortaram sua retaguarda invadindo o Palácio.
Os Minamoto resolveram então atacar Rokuhara a base de Kiyomori. Deu-se ali uma batalha feroz, mas finalmente as forças Minamoto fugiram desordenadamente.

## Resultado
Em última análise, Taira no Kiyomori derrotou Yoshitomo, matou seus dois filhos mais velhos, além de  Fujiwara no Nobuyori e resgatou Go-Shirakawa. Yoshitomo fugiu de Kyoto mas era constantemente atacado por monges guerreiros de Mii-dera que Yoshitomo tinha atacado a décadas passadas, e por fim acabou sendo traído e morto por um vassalo em Owari .
Depois, Kiyomori baniu o filho de Yoshitomo,  Minamoto no Yoritomo, tomou as terras e as riquezas dos Minamoto e, formou o primeiro dos quatro governos dominados pelos samurais durante o Japão Feudal.

## Legado
A rivalidade entre os clãs Minamoto e Taira foi agravada pela Rebelião Heiji. Isto levou às Guerras Genpei , terminando com a derrota decisiva dos Taira na Batalha de Dan no Ura em 1185.
O épico do Período Kamakura,  Os Contos de Hōgen (保元物語, Hōgen monogatari)  fala sobre as façanhas dos samurais que participaram da Rebelião Hōgen. Em conjunto com Os Contos de Heiji (平治物語, Heiji monogatari)  e o Os Contos de Heike (平家物語, Heike monogatari) , formam as Histórias de guerra (軍記物語, Gunki monogatari) que descrevem a ascensão e queda dos clãs samurai Minamoto e Taira